# Сянчэн (Сюйчан)
Сянчэ́н (кит. упр. 襄城, пиньинь Xiāngchéng) — уезд городского округа Сюйчан провинции Хэнань (КНР). Название означает «город Сян» и связано с городом, возведённым в этих местах чжоуским Сян-ваном.

## История
В 636 году до н.э. чжоуский Сян-ван во время конфликта со своим младшим братом бежал в эти места. Впоследствии здесь был построен укреплённый город, получивший название Сянчэн.
При империи Цинь был создан уезд Сянчэн.
При империи Поздняя Лян из-за практики табу на имена в связи с тем, что иероглиф «чэн» читался точно так же, как и иероглиф, которым записывалось личное имя Чжу Чэня (отца императора Чжу Вэня), уезд был переименован в Сянсянь (襄县); позднее ему было возвращено прежнее название.
В 1949 году был создан Специальный район Сюйчан (许昌专区), и уезд вошёл в его состав. В 1969 году Специальный район Сюйчан был переименован в Округ Сюйчан (许昌地区). В 1986 году постановлением Госсовета КНР были расформированы округ Сюйчан и город Сюйчан, и образован городской округ Сюйчан.

## Административное деление
Уезд делится на 8 посёлков и 8 волостей.